# It Never Ends
Singles de Bring Me the Horizon
The Sadness Will Never End
(2009) Anthem
(2010)
Pistes de There Is a Hell, Believe Me I've Seen It. There Is a Heaven, Let's Keep It a Secret.
Anthem Fuck
It Never Ends est une chanson du groupe anglais Bring Me the Horizon. Il s'agit du premier single de leur troisième album There Is a Hell, Believe Me I've Seen It. There Is a Heaven, Let's Keep It a Secret.

## Clip vidéo
Le clip fut dirigé par Jakob Printzlau,qui a également créé la pochette de l'album, et montre Oliver Sykes ensanglanté dans une ambulance ou alors flottant au-dessus d'une route. L'ambulance est conduite par un homme avec des bandages sur le visage et est poursuivie par Serpent, The Leech, Consequences, The Enabler et The Dirt qui ont tous des dents de vampires. L'infirmière présente dans l'ambulance fait une incision (peu précise) dans le corps de Sykes et en retire un organe qu'elle jette aux vampires. On voit alors qu'une autre infirmière (lui ressemblant) possédant de grandes dents court au milieu des autres vampires. Ils arrivent devant un hôpital où l'on emmène Sykes en salle d'opération. Les vampires apparaissent soudain à l'angle du couloir. Les infirmiers tentent de les empêcher d'entrer mais Sykes leur demande de les laisser entrer ('Let it end'). Les vampires se précipitent sur lui. Le clip se finit avec le nom de la chanson sur fond noir (comme un générique).